# Xenosaga Episode II: Jenseits von Gut und Böse
Xenosaga Episode II: Jenseits von Gut und Böse (ゼノサーガ エピソードⅡ 善悪の彼岸?, Zenosāga: Episōdo Tsū: Zenaku no Higan, lett. "Xenosaga: Episodio II: Al di là del bene e del male") è un videogioco della serie Xenosaga. Il secondo capitolo ufficiale della serie è uscito nei negozi giapponesi a giugno 2004 e presenta sostanziali differenze dal predecessore.

## Trama
Shion e gli altri arrivano a 2nd Miltia dopo le peripezie dell'ep.I. Presto MOMO viene analizzata da Juli Mizrahi per scoprire quali segreti suo marito Joachim ha inserito al suo interno, ma Albedo ha inserito una assai spiacevole sorpresa nel corpo di MOMO che blocca il test e ne mette in pericolo la vita. Prima missione del gioco: salvare MOMO e i Y-Data.

## Modalità di gioco
Rispetto al primo titolo ci sono cambiamenti riguardo alla struttura di base del gioco: niente più negozi a disposizione, niente più tech durante i combattimenti, bensì break zones, ovvero "punti deboli" da scovare sui nemici con varie combinazioni di tasti in stile picchiaduro, tecniche doppie tra i personaggi e un nuovo metodo di apprendimento delle abilità.

## Caratteristiche della versione PAL
Tradotta e pubblicata da Namco e Sony, i sottotitoli sono disponibili solo in tre lingue europee: inglese, francese e tedesco.
La conversione è PAL ad una frequenza di 50 Hz. È stato correttamente adattato, quindi non sono presenti le "bande nere" tipiche dei giochi Square.
La versione PAL contiene anche un DVD video contenente i filmati di Xenosaga ep. I.